# 白山信仰

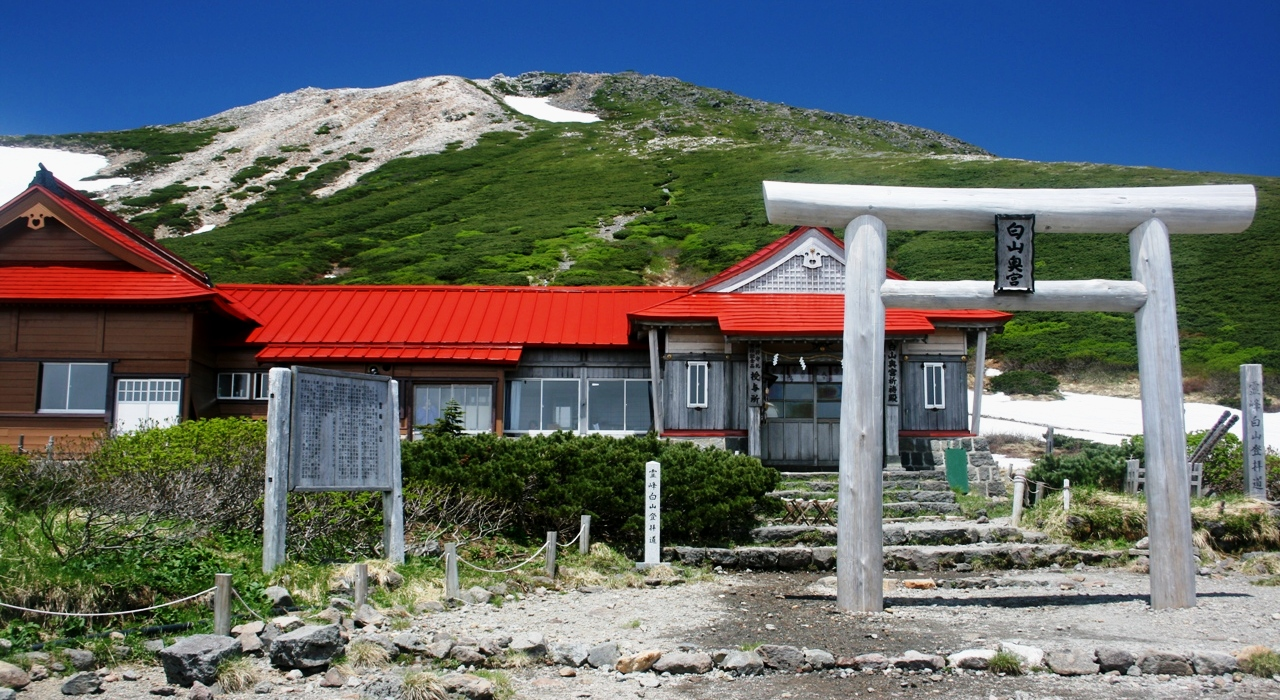
室堂から望む白山奥宮と御前峰

白山信仰（はくさんしんこう）は、加賀国、越前国、美濃国（現石川県、福井県、岐阜県）にまたがる白山に関わる山岳信仰。

## 成立
古くから「越のしらやま」として、詩歌に詠われた白山は、富士、立山とならび「日本三名山」のひとつに数えられる秀麗な峰であった。また、白山から流れ出る豊富な水は四方の川を満たし、それが広く田畑を潤すお蔭で、人々の生活と農事の一切が成り立っていた。このため、古代より白山は「命をつなぐ親神様」として、水神や農業神として、山そのものを神体とする原始的な山岳信仰の対象となり、白山を水源とする九頭竜川、手取川、長良川流域を中心に崇められていた。
奈良時代になると修験者が信仰対象の山岳を修験の霊山として日本各地で開山するようになり、白山においても、泰澄が登頂して開山が行われ、原始的だった白山信仰は修験道として体系化されて、今日一般に認識されている「白山信仰」が成立することとなった。

## 主な地域
白山信仰の歴史や伝承についての研究は多いが、白山信仰がどのような地域に広がっていったかを扱う地理的観点からの研究は少ないという指摘がある。
だが、白山信仰の地理的研究が難しいというわけではない。白山信仰には白山神社の存在が欠かせないが、白山神社は白山信仰の浸透をみるうえでの重要な指標であるとされ、白山神社の分布をみれば、白山信仰がどのような地域に浸透していったかを知ることができるという指摘がある。
こうして白山神社の所在を確認していった研究では、石川県における加賀地方の南部（加賀市・小松市・能美市・白山市・川北町・野々市町）こそ、石川県側における白山信仰の主要な舞台であるとされる。その根拠として、加賀地方の南部には、白山や白山比咩神社が位置するほか、白山を源とする主要な河川が４つ（手取川・梯川・動橋川・大聖寺川）も流れており、中宮八院・白山五院・三箇寺といった白山信仰関連の寺院も多々みられることがあげられている。

## 歴史

白山の三馬場と禅定道

崇神天皇7年（BC91年）に、舟岡山に白山を仰ぎみる遥拝所が創建されたと伝えられる。祭神は菊理媛尊（白山比咩大神）、伊邪那岐尊（伊弉諾命）、伊邪那美尊（伊弉冉命）の三柱であった。
景行天皇12年（82年）石徹白に白山中居神社が創建され、雄略天皇9年（465年）勅使を遣わし祭祀を執り行う。
717年（養老元年） 修験者泰澄が加賀国（当時は越前国）白山の主峰、御前峰（ごぜんがみね）に登って瞑想していた時に、緑碧池（翠ヶ池）から十一面観音の垂迹である九頭龍王（くずりゅうおう）が出現して、自らを伊弉冊尊の化身で白山明神・妙理大菩薩と名乗って顕現したのが白山修験場開創の由来と伝えられ、以後の白山信仰の基となった。
翌718年（養老2年）に、泰澄は御前峰に社を築き、白山妙理大権現を奉祀した。
平安時代には、加賀・越前・美濃の3国に禅定道が設けられ、「三箇の馬場（ばんば）は、加賀の馬場（白山比咩神社）、越前の馬場（平泉寺白山神社）、美濃の馬場（長滝白山神社）也」（三馬場）と呼ばれた。そして、神仏習合により、820年（天長9年）には、それぞれの馬場に、白山寺、平泉寺、長瀧寺の神宮寺が建立された。
延暦寺の末寺となった加賀国白山寺白山本宮、越前国霊応山平泉寺、美濃国白山中宮長瀧寺は白山頂上本社の祭祀権を巡る争いを続けたが、寛文8年（1668年）白山麓は江戸幕府の公儀御料となり、霊応山平泉寺が白山頂上本社の祭祀権を獲得した。

### 白山修験

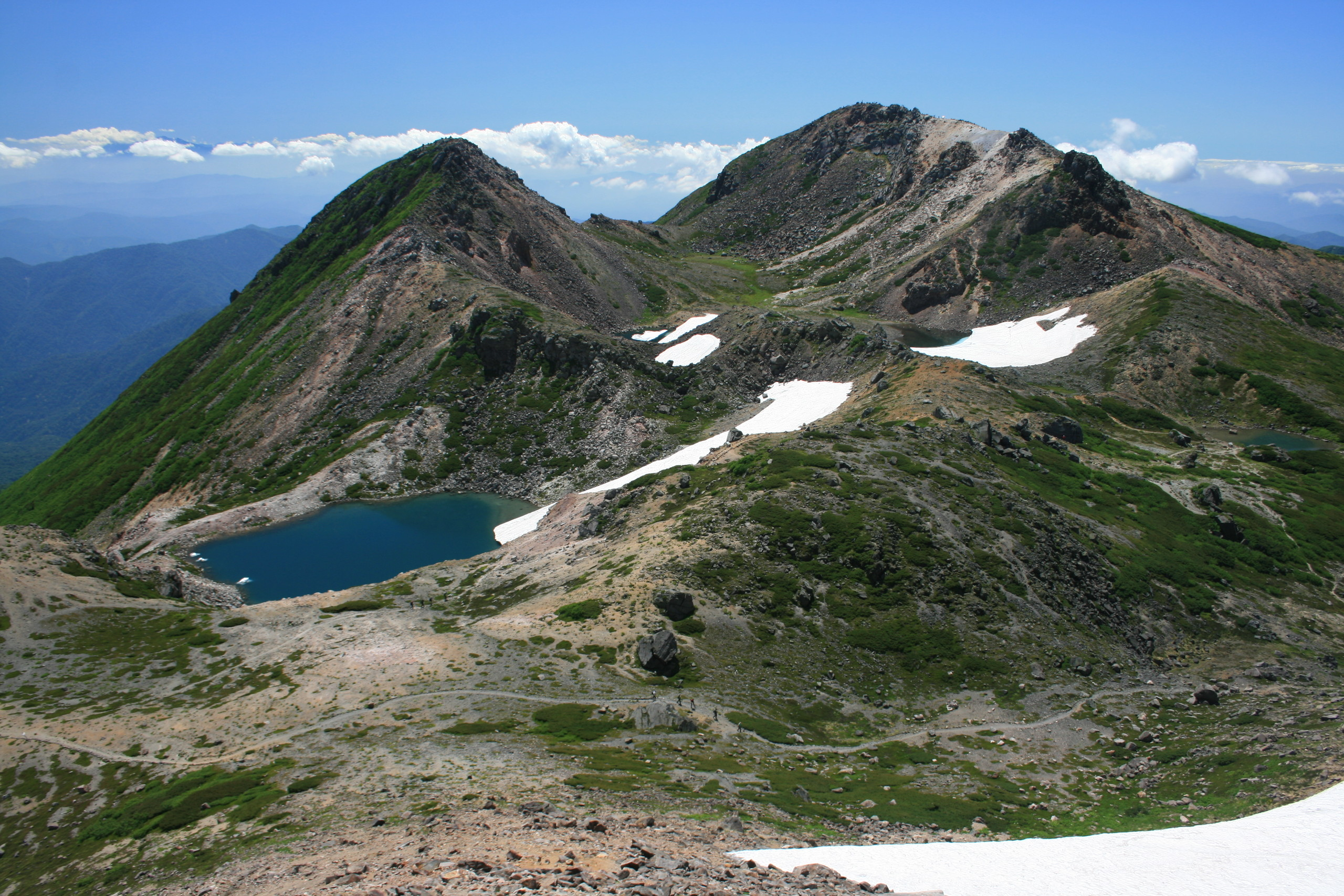
御神体とする白山

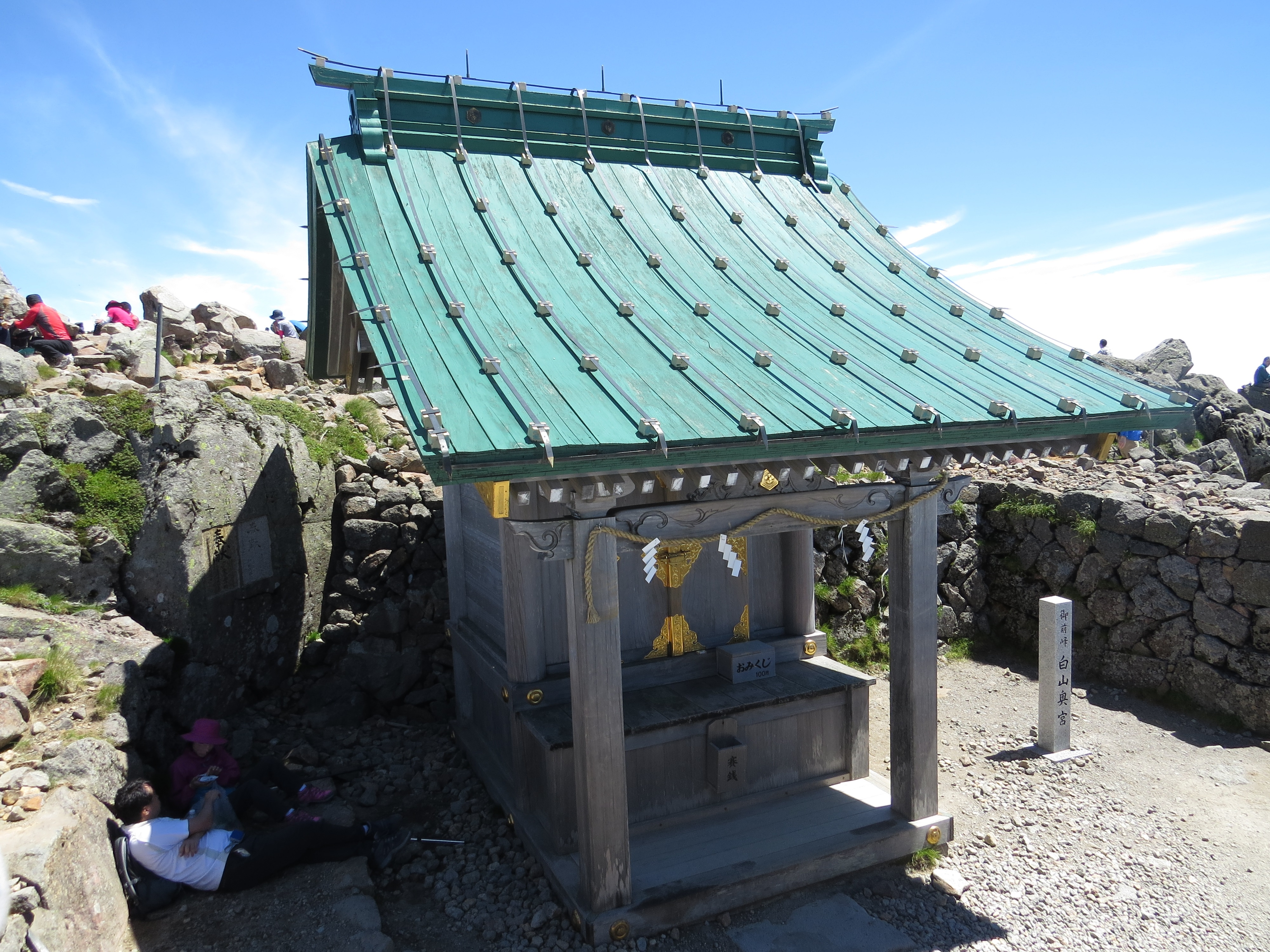
白山最高峰の御前峰（ごぜんがみね）にある白山比咩神社の奥宮

白山修験は、白山頂上本社、中宮八院（護国寺、昌隆寺、松谷寺、蓮花寺、善興寺、長寛寺、涌泉寺、隆明寺）、下山七社（白山寺白山本宮、金剱宮、三宮、岩本宮、中宮、佐羅宮、別宮）で一山組織を成し、「白山衆徒三千を数う」「馬の鼻も向かぬ白山権現」といわれるほど、中世には加賀国を中心に宗教的にも政治的にも隆盛を極めた。
白山修験は熊野修験に次ぐ勢力だったといい、特に南北朝時代に北朝方の高師直が吉野一山を攻めて南朝の敗勢が決定的となった際には、吉野熊野三山間の入峯が途絶したため、白山修験が勢力を伸ばし、日本全国に白山信仰が広まった。
『源平盛衰記』や『平家物語』に記された白山衆徒（僧兵）が、対立した加賀国守を追放した安元事件に代表されるように、加賀国では白山修験は一向宗（加賀一向一揆）と並んで強大な軍事力を有する教団勢力として恐れられた。しかし、戦国時代には一向宗門徒によって焼き討ちにされて加賀国では教団勢力は衰退したが、江戸時代になると加賀藩主前田家の支援により復興された。
白山修験の僧兵は山門（延暦寺）の僧兵と結びつき、特に霊応山平泉寺は最盛期には8千人の僧兵を擁したと伝わる。

### 神仏分離・廃仏毀釈
明治維新による神仏分離・廃仏毀釈によって、修験道に基づく白山権現は廃社となった。三馬場のうち、白山寺白山本宮は廃寺となり、白山比咩神社に強制的に改組された。霊応山平泉寺も同様に廃寺となり平泉寺白山神社に強制的に改組された。白山中宮長瀧寺は廃寺は免れたものの、長滝白山神社と天台宗の長瀧寺に強制的に分離された。
山頂や登山道の各地に置かれていた仏像は、このとき引き下ろされて廃棄される運命にあった。しかし、銅造十一面観音菩薩立像（国の重要文化財）など8体が白峰村（現白山市）の林西寺住職(当時)、可性法師の手によって収集され、現在も同寺境内の「白山本地堂」に安置されている。

## 曹洞宗
日本曹洞宗の道元禅師（高祖承陽大師）が宋から帰国する前夜に、白山権現が碧巌録の写本を助けたとの伝承がある。このことから曹洞宗大本山永平寺は、白山権現を永平寺の守護神・鎮守神としており、毎年夏には永平寺の僧侶が白山に参詣して奥宮の前で般若心経を読誦する。
『洞谷記』には太祖瑩山禅師が白山氏子と記されている。
加賀禅定道、檜新宮附近の湧水は「大乘寺御仏供水」と呼ばれ、当時野々市にあった大乘寺境内の井戸と繋がっていると言われる。2018年より湧水周囲及び湧水までの登山道を大乘寺が国から借り受け管理している。

## 真言宗
真言宗の開祖である弘法大師空海も石川県珠洲市にある法住寺白山神社を開いている。法住寺は加賀藩主前田家からの保護を受けた。

## 主な白山神社

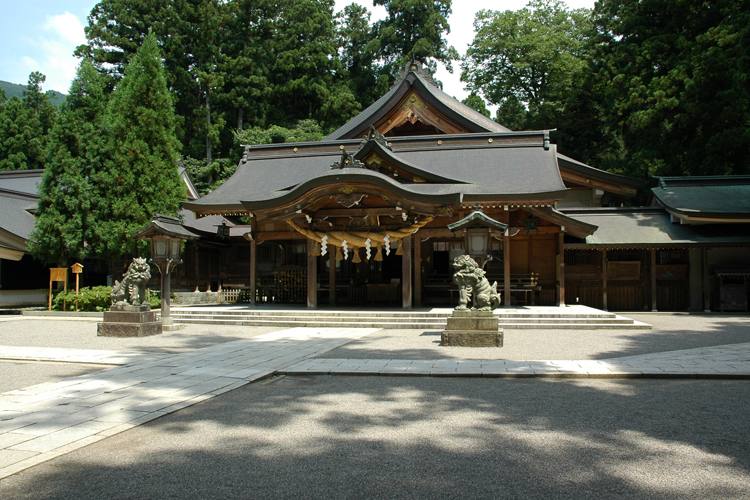
加賀・白山比咩神社

白山信仰を表し加賀国白山比咩神社を総本社とする白山神社は各地に鎮座し、その多くは祭神を菊理媛神（白山比咩神）・伊弉諾尊・伊弉冉尊の3柱としている。
白山神社は日本各地に2,700社余り鎮座するが、特に石川・新潟・岐阜・静岡・愛知の各県に多く分布する。東日本の被差別部落に白山神社が多く祀られており、その理由については諸説あり未詳であるが、一説には江戸浅草新町の矢野弾左衛門が信仰したことで広がったという。 中世には加賀白山比咩神社の前身である白山寺白山本宮や、美濃国の白山中宮長滝寺（現長滝白山神社）、越前国の霊応山平泉寺（現平泉寺白山神社）が延暦寺の末寺になっていたことから、天台宗や白山修験の普及とともに各地に勧請された。勧請元としては白山寺白山本宮（白山比咩神社）、白山中宮長滝寺、霊応山平泉寺が主で、長滝寺より勧請したものが最も多く、現在でも白山神社が最も多くあるのは岐阜県である。しかし、この3社のうち『延喜式神名帳』に記載されているのは白山比咩神社だけであるため、明治時代に白山比咩神社が「日本全国の白山神社の総本社」と認定され、各地の白山神社の多くは「白山比咩神社から勧請を受けた」というように由諸を書き換えた。
- 白山比咩神社 - 石川県白山市鎮座。旧国幣中社。全国白山神社の総本社とされる。
- 平泉寺白山神社 - 福井県勝山市平泉寺町平泉寺鎮座。旧県社。越前における白山禅定道の登拝口とされた。
- 長滝白山神社 - 岐阜県郡上市白鳥町長滝鎮座。旧県社。美濃における白山禅定道の登拝口とされた。
- 白山神社 (新潟市中央区一番堀通町) - 新潟県新潟市中央区一番堀通町鎮座。旧県社
- 白山社 (飯田市上飯田) - 長野県飯田市上飯田鎮座。旧県社
- 白山中居神社 - 岐阜県郡上市白鳥町石徹白鎮座。旧県社
- 洲原神社 - 岐阜県美濃市須原鎮座。旧県社
- 大山白山神社 - 岐阜県加茂郡白川町水戸野鎮座。旧県社
- 白山比咩神社 (岩国市) - 山口県岩国市横山鎮座。旧県社
- 白山神社 (北九州市若松区白山) - 福岡県北九州市若松区白山鎮座。旧県社